# 674

## Събития
- Започва Първата обсада на Константинопол от арабите